# 앙리 2세 클레망

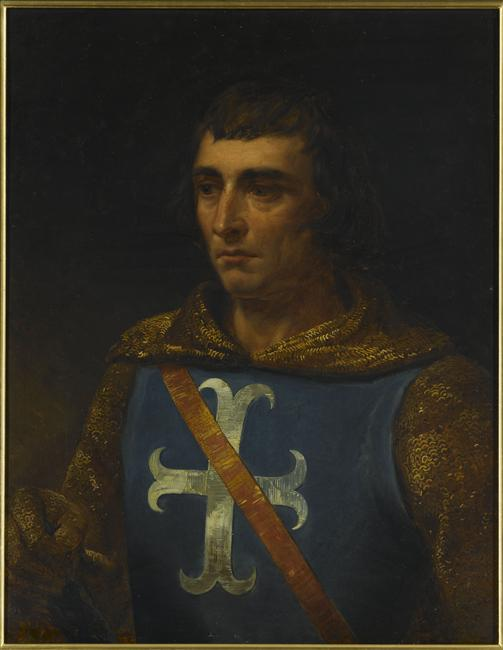
앙리 2세 클레망

앙리 2세 클레망(Henri II Clément, ?~1265)은 프랑스의 군인이다. 루이 9세에 의해 프랑스 원수로 임명되었으며, 메즈(Mez)와 아르장탕(Argentan)의 영주였다.

## 생애
앙리 2세 클레망은 장 3세 클레망의 아들로, 아버지가 사망하자 그 뒤를 이어 프랑스 원수로 임명되었다. 그는 클레망 가문의 4번째 원수였다. 클레망 가문이 한 세기 가까이 이 지위를 계승할 수 있었던 것은, 어느 정도는 선조들이 세운 공훈 덕택이었다.
앙리는 1249년 루이 9세를 수행하여 제 7차 십자군 원정에 참여했다. 그는 메스의 영주였으므로 종종 '메즈 원수(Le Mez Maréchal)'라고 불렸다.